# Badjoudè
Badjoudè est l'un des six arrondissements de la commune de Ouaké dans le département de la Donga au Bénin.

## Géographie
Badjoudè est situé au centre-ouest du Bénin et compte 10 villages que sont Akpade, Alitokoum, Badjoudé, Bohomdo, Itchode, Kadolassi, Kakpala, Komtcha, Talinta et Tchitchakou.

## Démographie
Selon le recensement de la population de 2013 conduit par l'Institut national de la statistique et de l'analyse économique (INSAE), Badjoudè compte 12 385 habitants  .